# Marquesado de Ayerbe
El marquesado de Ayerbe es un título nobiliario español creado el 8 de septiembre de 1750, con el vizcondado previo del Rosel, luego cancelado, por el rey Fernando VI, a favor de Pedro María Jordán de Urriés y Urriés, XVI señor de la baronía de Ayerbe. Carlos III le concedió la grandeza de España el 20 de julio de 1790 a Pedro Vicente Jordán de Urriés y Pignatelli, II marqués de Ayerbe.
Pedro María Jordán de Urriés y Urriés, era hijo de Benito Ignacio de Urriés y Aybar, XV señor de Ayerbe, XIII señor de la Peña, y de su esposa Mariana de Urriés y Martínez de Marcilla, XIV señora de Ayerbe y XII señora de la Peña.
Su denominación hace referencia al municipio de Ayerbe, en la provincia de Huesca.
Los Jordán de Urriés mandaron construir en Ayerbe su palacio marquesal, en estilo renacimiento aragonés.

## Marqueses de Ayerbe

Escudo de Ayerbe de donde fueron señores los marqueses de Ayerbe

|                          | Titular                                            | Periodo                  |
| Creación por Fernando VI | Creación por Fernando VI                           | Creación por Fernando VI |
| ------------------------ | -------------------------------------------------- | ------------------------ |
| I                        | Pedro María Jordán de Urriés y Urriés              | 1750-1754                |
| II                       | Pedro Vicente Jordán de Urriés y Pignatelli        | 1754-1799                |
| III                      | Pedro María Jordán de Urriés y Fuenbuena           | 1799-1810                |
| IV                       | Pedro Ignacio Jordán de Urriés y Palafox Fuembuena | 1810-1842                |
| V                        | Juan Nepomuceno Jordán de Urriés y Salcedo         | 1842-1863                |
| VI                       | Juan María Jordán de Urriés y Ruiz de Arana        | 1863-1908                |
| VII                      | Jacobo Jordán de Urriés y Vieira de Magalhaes      | 1908-1990                |
| VIII                     | Margarita Jordán de Urriés y Castelo-Branco        | 1992-2018                |
| IX                       | João Jaime Jordán de Urriés Serras                 | 2018-actual titular      |

## Historia de los marqueses de Ayerbe

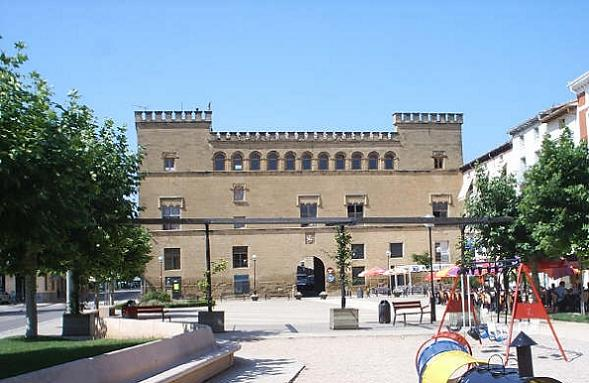
Palacio de los marqueses de Ayerbe, llamado «Palacio de los Urríes», en Ayerbe

- Pedro Jordán de Urriés y Urriés (1709-28 de junio de 1754), I marqués de Ayerbe.[2]

Casó, el 24 de mayo de 1739, con Mariana Pignatelli Rubí Corbera y Llinás, IV marquesa de Rubí, baronesa de Llinás. Le sucedió su hijo:
- Pedro Vicente Jordán de Urriés y Pignatelli (1743-8 de agosto de 1799), II marqués de Ayerbe, grande de España,[2] IV marqués de Rubí, barón de Fréscano, de Vicién, de Albero Bajo, y de Fraella.[3]

Casó en primeras nupcias, el 19 de enero de 1767, con María Ramona Fuembuena y Montserrat (m. 1795), III marquesa de Lierta. Contrajo un segundo matrimonio. el 28 de septiembre de 1798, con María Josefa Azlor de Aragón y Villavicencio (m. 1813) de quien no hubo descendencia. Le sucedió, de su primer matrimonio, su hijo:
- Pedro María Jordán de Urriés y Fuenbuena (Zaragoza, 7 de octubre de 1770-Lerín, 10 de octubre de 1810),[4] III marqués de Ayerbe, grande de España,[2] VIII conde de San Clemente,[5] VI marqués de Rubí, IV marqués de Lierta, XVI barón de Torellas, gran cruz de Carlos III y gentilhombre de cámara con ejercicio y mayordomo mayor del rey Fernando VII de España.[5]

Casó en primeras nupcias, el 21 de septiembre de 1789, en Madrid, con María Nicolasa de Palafox y Silva (1760-1795). Contrajo un segundo matrimonio con María Juana Bucarelli y Bucarelli, hija de los marqueses de Vallehermoso. Sucedió su hijo del primer matrimonio:
- Pedro Ignacio Jordán de Urriés Palafox y Fuenbuena (Zaragoza, 31 de julio de 1791-16 de mayo de 1842), IV marqués de Ayerbe, grande de España,[2] IX conde de San Clemente,[5] VII marqués de Rubí, V marqués de Lierta, XVII barón de Torellas, gran cruz de Carlos III, caballero de la Orden de Calatrava y maestrante de Valencia.[5]

Casó, el 10 de noviembre de 1821, en Bilbao, con María Luisa de Salcedo y Urquijo. Sucedió su hijo:
- Juan Nepomuceno Jordán de Urriés y Salcedo (Barcelona, 2 de abril de 1825-Zaragoza, 17 de abril de 1863),[7] V marqués de Ayerbe,[2] grande de España, X conde de San Clemente,[5] VIII marqués de Rubí, VI marqués de Lierta, XIV barón de Torellas, caballero de la Orden de Calatrava, maestrante de Zaragoza, gran cruz de la Orden de Carlos III, diputado a cortes por Zaragoza, senador por derecho propio y gentilhombre con ejercicio y servidumbre.[5]

Casó, el 10 de abril de 1850, en Madrid, con Juana María de la Encarnación Ruiz de Arana y Saavedra, hija de los condes de Sevilla la Nueva, dama de la reina y dama noble de la reina María Luisa. Sucedió su hijo:
- Juan María Nepomuceno Jordán de Urriés y Ruiz de Arana (Zaragoza, 21 de febrero de 1851-Madrid, 11 de mayo de 1908),[8] VI marqués de Ayerbe,[2] grande de España, XI conde de San Clemente,[9] IX marqués de Rubí, VII marqués de Lierta, gran cruz de la Orden de Carlos III y de la Orden de Isabel la Católica, diputado por Zaragoza, académico de bellas artes, embajador en Portugal, vicepresidente del Senado, historiador y bibliófilo.[9]

Casó, el 29 de septiembre de 1874, con Caralampia María del Pilar Méndez-Vigo y Arizcún, VIII condesa de Santa Cruz de los Manueles. Le sucedió su nieto, hijo de Juan Nepomuceno Jordán de Urriés y Méndez Vigo, IX conde de Santa Cruz de los Manueles, VIII marqués de Lierta y caballero de Santiago, quien casó en Lisboa el 20 de febrero de 1899, con María Antonia Orta Vieira de Magalhães (Lisboa, 21 de mayo de 1878-Madrid, 1 de mayo de 1972):
- Jacobo Jordán de Urriés y Vieira de Magalhães (Lisboa, 24 de octubre de 1899-28 de octubre de 1990),[12] XIII conde de San Clemente,[13]  VII marqués de Ayerbe,[2] marqués de Novallas y marqués de Rubí.

Casó, el 2 de septiembre en Torres Novas, en la quinta de los marqueses de Foz, con María Margarida de Castelo-Branco y Guedes Cabral (1908-1990), hija de José Ignacio de Loyola de Castelo-Branco Correia e Cunha de Vasconcelos e Sousa, X conde de Pombeiro, XI vizconde de Castelo Branco, IV marqués de Belas, gran cruz de la Orden de Isabel la Católica, y de María Margarida Tomasia Guedes Cabral Correia Queirós, hija de Tristán Guedes Correia de Queirós, I marqués de Foz y de su segunda esposa, María Cristina Silva Cabral, hija de los II condes de Cabral en Portugal. Sucedió, por cesión, su hija en 1963:
- María Margarida Jordán de Urriés y Castelo-Branco (n. Madrid, 1 de diciembre de 1931), VIII marquesa de Ayerbe[2] XIV condesa de San Clemente,[16] y XII marquesa de Rubí.[5]

Casó, el 24 de febrero de 1962, en la iglesia de Santa María de Belém, Lisboa, con José María Cubillo y Saavedra (n. 6 de junio de 1931). La carta de sucesión en el marquesado de Ayerbe fue revocada el 19 de octubre de 2018. Sucedió:
- João Jaime Jordán de Urriés Serras (n. en 1995), IX marqués de Ayerbe[19] y XIII marqués de Rubí.[20]